# Hank Johnson
Henry C. Johnson , Jr., detto Hank (Washington, 2 ottobre 1954), è un politico e avvocato statunitense, membro della Camera dei Rappresentanti per lo stato della Georgia.
Insieme a Mazie Hirono è l'unico deputato buddista del Congresso.

## Biografia
Originario di Washington, Johnson lavorò per 25 anni come avvocato prima di candidarsi alla Camera dei Rappresentanti. Nelle primarie democratiche affrontò la deputata in carica Cynthia McKinney, data per favorita. La McKinney tuttavia superò Johnson solo con uno stretto margine e così si ricorse ai ballottaggi. Sorprendentemente Johnson vinse con il 59% contro il 41% della McKinney, conquistando così il seggio.
Johnson è di ideologia liberale e fa parte del Congressional Progressive Caucus. Ha criticato duramente la guerra in Iraq e ne ha richiesto più volte la cessazione.
Sposato con l'avvocato Mereda Davis, ha due figli. Nel 2009 ha rivelato di essere affetto da epatite C da oltre dieci anni e di sottoporsi a terapie di ribavirina e interferone.